# Vallées de la Sûre, de la Wiltz, de la Clerve et du Lellgerbaach
Vallées de la Sûre, de la Wiltz, de la Clerve et du Lellgerbaach este o arie protejată (arie specială de conservare — SAC, sit de importanță comunitară — SCI) din Luxemburg întinsă pe o suprafață de 503,74 ha, integral pe uscat.

## Localizare
Centrul sitului Vallées de la Sûre, de la Wiltz, de la Clerve et du Lellgerbaach este situat la coordonatele 49°56′52″N 6°01′49″E / 49.9478°N 6.0303°E.

## Înființare
Situl Vallées de la Sûre, de la Wiltz, de la Clerve et du Lellgerbaach a fost declarat sit de importanță comunitară în decembrie 1998 pentru a proteja 1 specie de plante și 30 de specii de animale. Situl a fost protejat și ca arie specială de conservare în noiembrie 2009.

## Biodiversitate
Situată în ecoregiunea continentală, aria protejată conține 15 habitate naturale: Cursuri de apă de la nivel de câmpie la nivel montan, cu vegetație Ranunculion fluitantis și Callitricho-Batrachion, Pajiști uscate europene, Pajiști uscate seminaturale și facies de acoperire cu tufișuri pe substraturi calcaroase (Festuco-Brometalia) (* situri importante pentru orhidee), Formațiuni ierboase bogate în specii de Nardus, dezvoltate pe substraturi silicioase în zone montane (și în zone submontane, în Europa continentală), Pajiști cu Molinia pe soluri calcaroase, turboase sau argilos-nămoloase (Molinion caeruleae), Liziere de ierburi înalte hidrofile de câmpie și de nivel montan până la alpin, Fânețe de joasă altitudine (Alopecurus pratensis, Sanguisorba officinalis), Grohotișuri silicioase medio-europene, la altitudine înaltă, Pante stâncoase silicioase cu vegetație casmofită, Roci stâncoase cu vegetație pionieră de Sedo-Scleranthion sau Sedo albi-Veronicion dillenii, Păduri de fag Luzulo-Fagetum, Păduri de fag Asperulo-Fagetum, Păduri de stejar sau de stejar și carpen sub-atlantice și medio-europene de Carpinion betuli, Păduri pe pante, grohotișuri și ravene de Tilio-Acerion, Păduri aluvionare cu Alnus glutinosa și Fraxinus excelsior (Alno-Padion, Alnion incanae, Salicion albae).
La baza desemnării sitului se află mai multe specii protejate:
- plante (1): Trichomanes speciosum
- păsări (25): uliu porumbar (Accipiter gentilis), pescăruș albastru (Alcedo atthis), stârc cenușiu (Ardea cinerea), cocoșul de mesteacăn (Bonasa bonasia), barză neagră (Ciconia nigra), mierla de apă (Cinclus cinclus), corb (Corvus corax), ciocănitoare neagră (Dryocopus martius), șoim de iarnă (Falco columbarius), șoim călător (Falco peregrinus), șoimul rândunelelor (Falco subbuteo), capîntortură (Jynx torquilla), sfrâncioc roșiatic (Lanius collurio), sfrâncioc mare (Lanius excubitor), ciocârlie de pădure (Lullula arborea), ferestrașul mare (Mergus merganser), gaia neagră (Milvus migrans), gaia roșie (Milvus milvus), codobatură de munte (Motacilla cinerea), vultur pescar (Pandion haliaetus), viespar (Pernis apivorus), codroșul de pădure (Phoenicurus phoenicurus), corcodel mare (Podiceps cristatus), mărăcinar (Saxicola rubetra), turturică (Streptopelia turtur)
- mamifere (2): castor (Castor fiber), liliac comun (Myotis myotis)
- nevertebrate (1): fluturele-tigru (Callimorpha quadripunctaria)
- pești (2): zglăvoacă (Cottus gobio), cicar (Lampetra planeri)

Pe lângă speciile protejate, pe teritoriul sitului au mai fost identificate 26 de specii de plante, 1 specie de mamifere, 16 specii de nevertebrate, 1 specie de reptile.